# Arcelia Ramírez
Arcelia Ramírez (Cidade do México, 7 de dezembro de 1967) é uma atriz mexicana.

## Carreira

### Televisão
- El amor invencible (2023) - Consuelo Domínguez
- Vencer el pasado (2021) - Inés Bracho
- Vencer El Miedo (2020) - Inés Bracho de Durán
- Hijas de la luna (2018) - Margarita Treviño
- El Chema (2016-2017) - Elvira Mendivíl
- Sin rastro de ti (2016) - Gloria Torres
- Por siempre Joan Sebastian (2016) - Leticia "Lety"
- Un camino hacia el destino (2016) - Maribel[1]
- El color de la pasión (2014) - Sara Ezquerra Camargo
- Camelia la Texana (2014) - La Nacha
- Dos chicos de cuidado en la ciudad (2003)
- La calle de las novias (2000)
- La jaula de oro (1997)
- Pueblo chico, infierno grande (1997)
- Más allá del puente  (1994)
- De frente al sol (1992)
- The two way mirror (1990)
- Hora marcada (1990)

### Séries
- Juana Inés (2016) - Juana Inés de Asbaje y Ramírez de Santilana (Sor Juana Inés de la Cruz)
- Dos Lunas (2014) - Elisa Cabrera
- Alguien más (2013)
- Ellas son... la alegría del hogar (2009)
- La hora marcada (1990)

### Cinema
- Jirón de niebla (2017)
- Veronica (2017)
- Los fabulosos 7 (2013)
- Guten Tag, Ramón (2013)
- No se aceptan devoluciones (2013)
- Potosí (2013)
- Las razones del corazón (2011)
- Rock Marí (2010)
- Cómo no te voy a querer Carmen Dir: Víctor Avelar (2008)
- Sexo, amor y otras perversiones (2006)
- El bulto para presidente (2005)
- 13 latidos de amor (2004)
- La niña en la piedra (2004)
- Tan infinito como el desierto (2004)
- Sofía (2003)
- Zurdo (2003)
- Si un instante (2003)
- Francisca (2002)
- Malos presagios (2002)
- Nadie te oye: Perfume de violetas (2001)
- Así es la vida (2000)
- Juegos bajo la luna (2000)
- Rizo (1999)
- En un claroscuro de la luna (1999)
- Crónica de un desayuno (1999)
- Reclusorio III (1999)
- El cometa (1999)
- La última llamada (1996)
- Cilantro y perejil (1995)
- El tesoro de Clotilde (1994)
- El triste juego del amor (1993)
- La última batalla (1993)
- Mi primer año (1992)
- Serpientes y escaleras (1992)
- Como agua para chocolate (1992)
- Agonía (1991)
- Ciudad de ciegos (1991)
- La mujer de Benjamín (1991)
- Ceremonia (1990)
- El secreto de Romelia (1988)
- En un bosque de la China (1987)
- El centro del laberinto (1985)

## Prêmios e indicações
Premios Ariel
- 2017- Jirón de niebla - Melhor atriz de quadro.
- 2003- Francisca - Melhor co-atuação feminina.
- 2001- Nadie te oye: Perfume de violetas - Melhor co-atuação feminina
- 2000 - En un claroscuro de la luna - Melhor atriz.
- 1997 - Cilantro y perejil - Melhor atriz.

Festival de la Habana
- 2000 - Así es la vida - Melhor atriz.

Mostra de Cinema Llatinoamericá de Lleida
- 2001- Así es la vida - Melhor atriz.

MTV Movie Awards
- 2002 - Francisca - La mamá más mala.

Prêmio TVyNovelas
- 1993 - De frente al sol - Debutante do ano.